# Djengu River
Djengu River is een rapid river in het Nederlandse Attractiepark Toverland.

## Geschiedenis
Djengu River is geopend in april 2013 tegelijkertijd met het themagebied de Magische Vallei en verschillende attracties in dit themagebied. Het is een van de grootste attracties van Toverland en de vierde waterattractie. De bouw van de attractie begon in 2011. Over de bouw van het nieuwe themagebied, waaronder Djengu River, werd door Toverland een achter-de-schermendocumentaire gemaakt.
Op 23 juli 2014 zijn vier van de acht bezoekers uit dezelfde boot naar het ziekenhuis gebracht in verband met rugklachten na een rit in Djengu River. Uit onderzoek bleek dat de boot defect was. De boot schepte te veel water waardoor de boot te zwaar werd. Een bezoeker hield er een kneuzing aan zijn stuit aan over.
In 2018 werd de entree van de attractie verplaatst. Deze bevond zicht eerst tussen beide loopbruggen. Hier is echter een hek geplaatst. Bezoekers worden nu om een vijver geleid waar een Dwervel genaamd Djengu vanuit een toren tovenarij beoefent. In de struiken bevindt zich een Dwervel in een hangmat. Tussen 2013 en 2018 waren deze taferelen geen onderdeel van de wachtrij.
In het kanaal van de attractie worden geregeld dieren uit het water gehaald. Zo werden er in april van 2018 een groep van twaalf jonge eenden uit de vaargeul gehaald. In dezelfde maand vond men ook een konijn in het kanaal. Een jaar later zwommen er veertien jonge eenden uit de vaargeul.

## Thema
Het themagebied waar Djengu River in te vinden is staat in het teken van de Dwervels, een fictief volk. De decoratie omtrent de attractie draait volledig omtrent de Dwervels. Op verschillende plaatsen langs en rondom de attractie staan animatronics van de Dwervels opgesteld. Waaronder huilende baby’s, een visser en Vlinder (zij tovert het watergordijn weg in de rit)
Het station van de attractie bevindt zich in een grote rotsformatie. Binnenin deze rotsformatie bevindt het laatste deel van de wachtrij die gedecoreerd is met beplanting, afdrukken van fossielen en kleurenverlichting. Tevens verschijnt in een inkeping in de wand regelmatig een Dwervel met behulp van pepper's ghost. Aan de zuidzijde van de rotsformatie bevindt zich een waterval.
De attractie heeft zijn eigen muziek. Op verschillende plaatsen op en rondom de baan zijn verschillende versies te horen, waaronder 'wachtrijmuziek' en 'ritmuziek'.

## Technisch
Djengu River is gebouwd door Hafema en heeft een lengte van 460 meter. De bootjes overbruggen op die afstand een verval van 5,5 meter in vier minuten: dat geeft een maximale snelheid van 16 kilometer per uur. Met tien bootjes heeft deze attractie een capaciteit van 918 personen per uur.
De rapid river heeft verschillende baanelementen zoals een watergordijn, waterval, tunnel en stroomversnellingen. Tevens wordt er gebruikgemaakt van neveleffecten. Het was eigenlijk de bedoeling dat de baan van de attractie ingegraven zou worden, maar vanwege het hoge grondwaterpeil was dit niet mogelijk. Zodoende dat ervoor gekozen is de baan op een dijk aan te leggen. Hierdoor ontstond ook beter het idee dat men zich in een vallei bevindt.

## Afbeeldingen

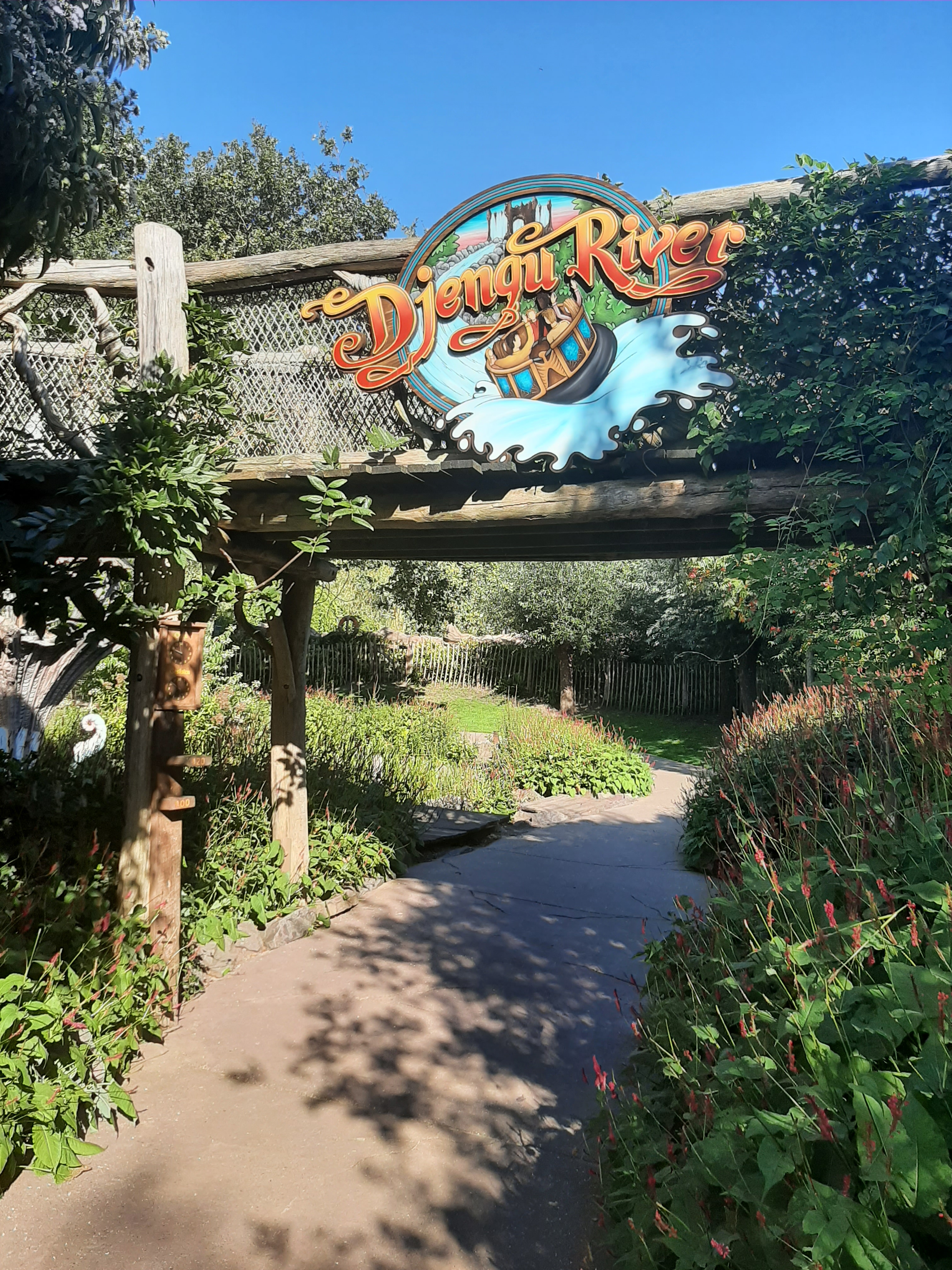
Entree
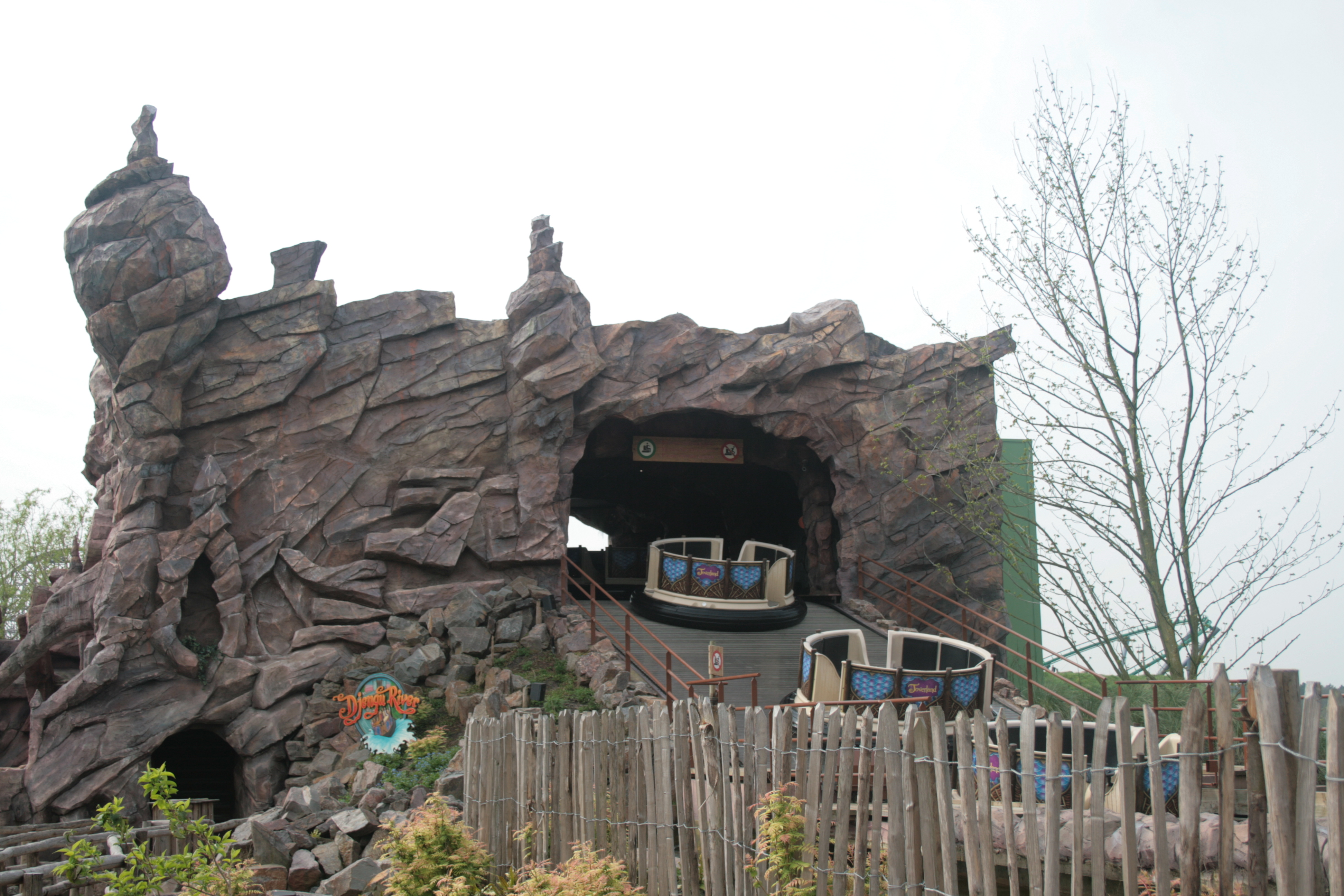
Stationsgebouw
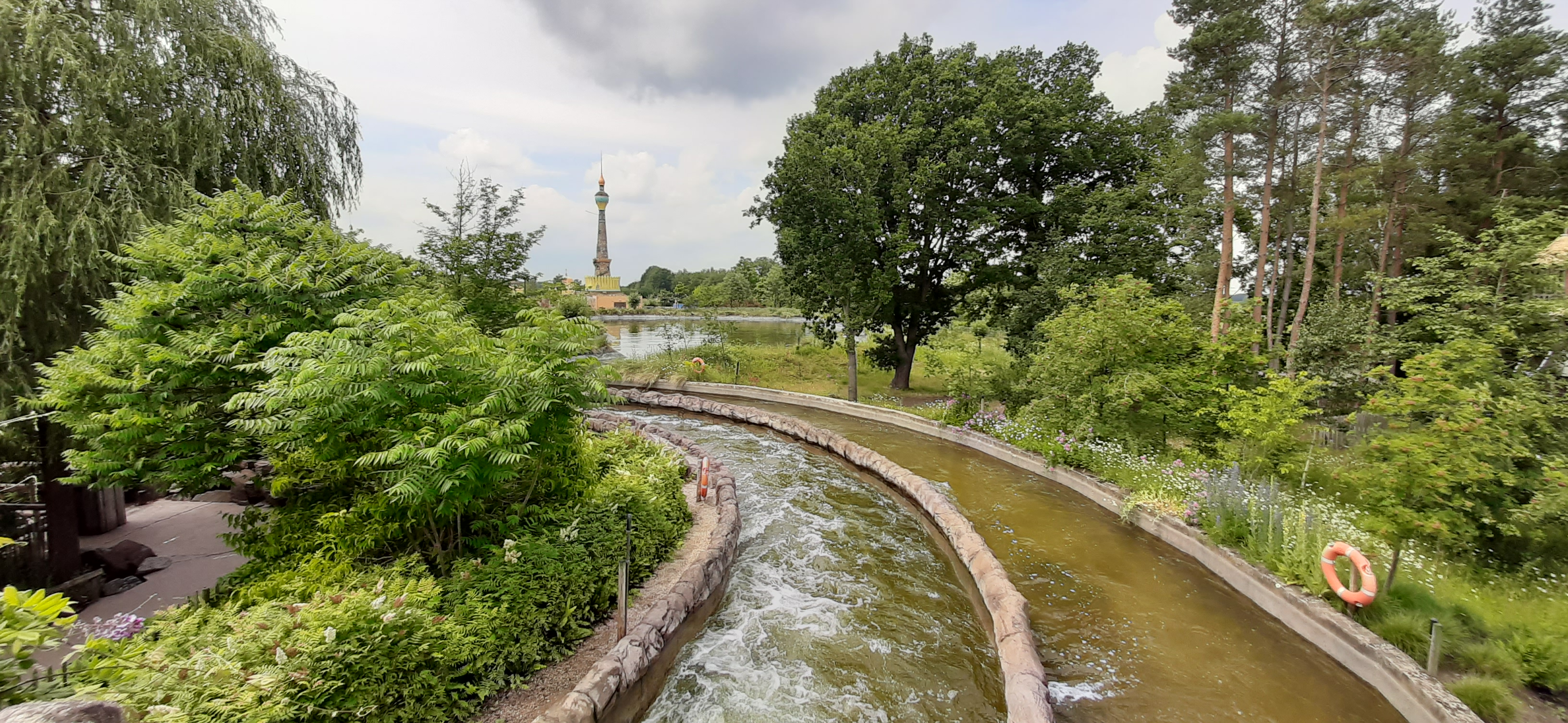
Deel van het traject.
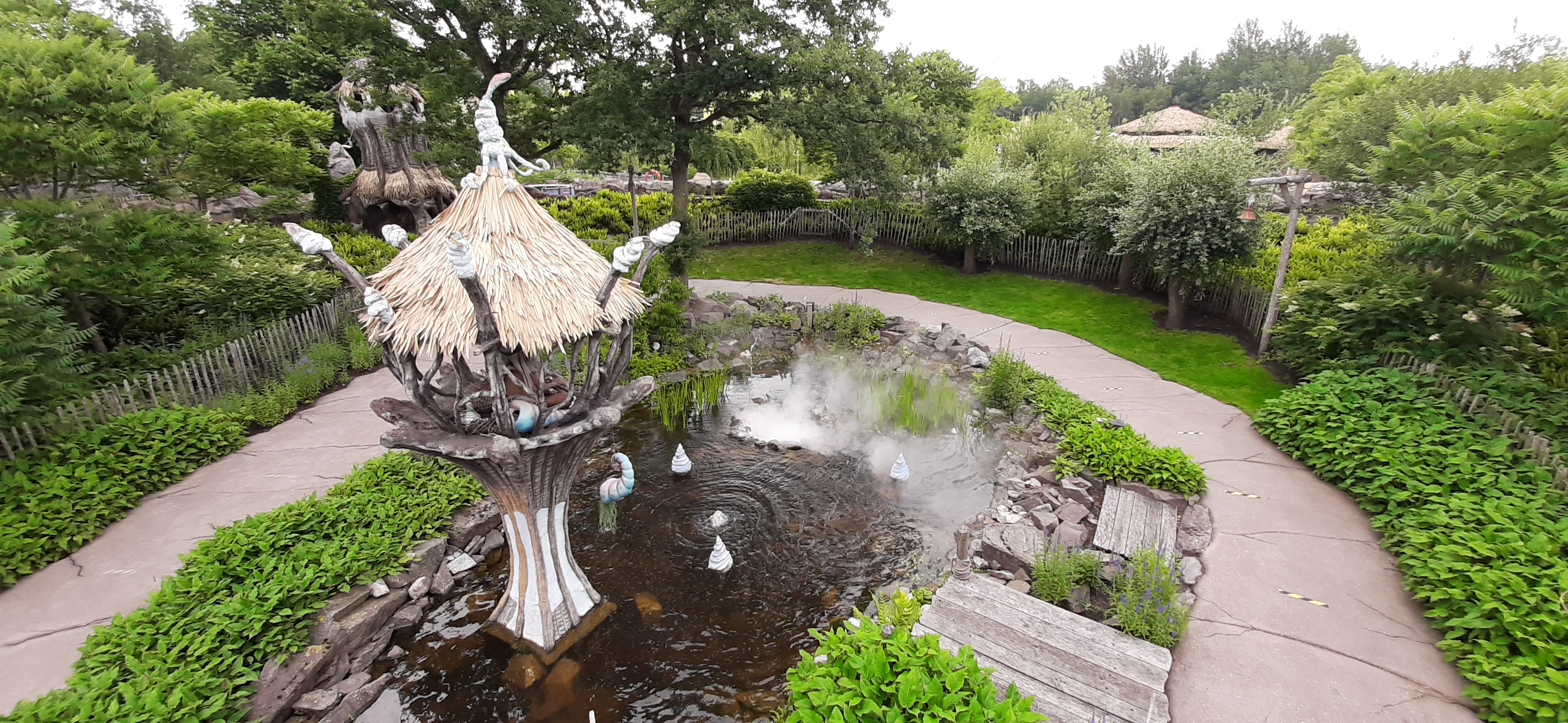
Deel van de wachtrij.

## Trivia
- Tijdens de winterpauze in januari 2024 werd de loopband vervangen.[15]

Lijst van attracties in Attractiepark Toverland · Afbeeldingen